# Gare de Brest
Gare de Brest vasútállomás Franciaországban, Brest településen.

## Vasútvonalak
Az állomást az alábbi vasútvonalak érintik:
- Párizs–Brest-vasútvonal

## Kapcsolódó állomások
A vasútállomáshoz az alábbi állomások vannak a legközelebb:
- Gare de Kerhuon (Paris Gare Montparnasse, Párizs–Brest-vasútvonal)